# Mizsei Béla
Mizsei Béla (Jászberény, 1922. április 8. – Budapest, 2009. május 1.) magyar jogász, kertésztechnikus, politikus, 1945 és 1947 között nemzetgyűlési, majd 1990-től 1994-ig országgyűlési képviselő (FKGP, majd EKGP).

## Élete
Mizsei Béla 1922-ben született Jászberényben középparaszti családban, szülei 20 holdon gazdálkodtak. Általános iskolai és középiskolai tanulmányait szülővárosában végezte, majd reálgimnáziumi érettségi után a Királyi Magyar Pázmány Péter Tudományegyetem Jog- és Államtudományi Karának hallgatója lett. 1944 októberétől katonai szolgálatot teljesített Jutason, de december elején Veszprémből megszökött a nyilasoktól. 1945 februárjától apja birtokán dolgozott, az év májusában belépett a Független Kisgazdapártba, és a párt ifjúsági szervezetének, a Független Ifjúságnak Jász-Nagykun-Szolnok vármegyei vezetője lett. 
Az 1945-ös nemzetgyűlési választáson az FKGP megyei listájáról szerzett mandátumot, a parlament alakuló ülésén korjegyző volt. 1945 decemberében a Független Ifjúság alelnöke, 1946 decemberében társelnöke, 1947 februárjában pedig elnöke lett, részt vett az ifjúsági szervezeteket összefogó Magyar Ifjúság Országos Tanácsa tevékenységében is. 1947 nyarán „koalícióellenes magatartása” miatt pártja vezetősége vizsgálatot indított ellene és felmentették az ifjúsági szervezet elnöki tisztségéből, ezután kilépett a pártból és visszavonult a politikától.
Folytatta tanulmányait és 1948-ban jogi doktorátust szerzett, majd bírósági fogalmazóként dolgozott Budapesten és Kunszentmiklóson. 1953-ban bírói és államügyészi szakvizsgát tett, de a felajánlott bírói kinevezést nem fogadta el, így egy év múlva ügyvédi kiegészítő szakvizsgát is tett. Ügyvédként kezdett dolgozni Mezőkövesden, ahol ellátta a termelőszövetkezet képviseletét is. Az 1956-os forradalom idején a helyi események szellemi irányítója volt, beválasztották a járási munkástanácsba is, kezdetben helyeselte a fegyveres ellenállást, de később tűzszünet megkötését szorgalmazta. 
1956 decemberében letartóztatták, és 1957 márciusában államellenes szervezkedés vádjával Miskolcon kötél általi halálra ítélték, majd az ítéletet a Legfelsőbb Bíróság életfogytiglani börtönbüntetésre változtatta. A budapesti, a váci és a sátoraljaújhelyi börtönben raboskodott, majd 1963 tavaszán amnesztiával szabadult, de még rövid ideig rendőri felügyelet alatt állt. 1988-ban rehabilitálták.
Mivel ügyvédi tevékenységét nem folytathatta, szabadulása után a Szolnoki Kertészeti Vállalat segédmunkása lett. Szakmunkási és kertésztechnikus képesítést is szerzett. 1968 és 1973 között a Héki Állami Gazdaság alcsiszigeti üzemegységénél dolgozott, majd 1973-tól ismét a Szolnoki Kertészeti Vállalat segédmunkása, később szakmunkása volt, 1978-ban pedig  telepvezető-helyettes lett a Törökszentmiklósi Városgazdasági Vállalatnál. 1982-ben a Szolnoki Kertészeti Vállalattól vonult nyugdíjba.
A rendszerváltás idején újra politizálni kezdett, 1988-ban részt vett a Független Kisgazdapárt újjászervezésében, a pártnak előbb alelnöke lett, majd 1989-től 1992-ig a politikai bizottság tagja volt. Az 1990-es országgyűlési választáson Jász-Nagykun-Szolnok megye 2. számú, Jászapáti központú választókerületéből szerzett mandátumot, az Országgyűlésben az önkormányzati, közigazgatási, belbiztonsági és rendőrségi bizottság, illetve az alkotmányügyi, törvényelőkészítő és igazságügyi bizottság tagja volt. 1991 novemberében a párt Torgyán Józseffel szemben álló, a kormányt támogató frakciójához csatlakozott, ezért 1992 februárjában kizárták az FKGP-ből, ezután alapító tagja lett az Egyesült Kisgazdapártnak. Az 1994-es országgyűlési választáson nem jutott a parlamentbe.
2009 májusában hunyt el Budapesten, Jászladányban nyugszik. Sírját a Nemzeti Emlékhely és Kegyeleti Bizottság 2014-ben védetté nyilvánította.